# Liste des réseaux de transports publics en Suisse
Cette liste des réseaux de transports publics en Suisse a pour objectif de rassembler l'ensemble des réseaux de transports en commun de Suisse.

## Cantons d'Appenzell Rhodes-Intérieures et d'Appenzell Rhodes-Extérieures
- RER St-Gallois
- Appenzeller Bahnen (AB)
- CarPostal (PAG)
- Hoher Kasten Drehrestaurant und Seilbahn AG (HKDS)
- Luftseilbahn Jakobsbad–Kronberg (LJK)
- Luftseilbahn Schwägalp–Säntis (LSS)
- Luftseilbahn Wasserauen–Ebenalp AG (LWE)
- Regiobus Gossau SG (REGO)
- Südostbahn (SOB)
  - Voralpen-Express (partenariat avec CFF)
- Thurbo (THURBO)
- Verkehrsbetriebe Herisau (VBH)

## Canton d'Argovie
- RER Argovien
- RER Lucernois
- RER Bâlois
- RER Zurichois
- AAR bus+bahn
- Aargau Verkehr (AVA)
- Busbetrieb Aarau (BBA)
- CarPostal (PAG)
- Distribus
- Regionalbus Lenzburg (RBL)
- Regionale Verkehrsbetriebe Baden-Wettingen (RVBW)
- SBB CFF FFS (CFF)
- Schifffahrtsgesellschaft des Hallwilersees (SGH)
- SBB-Bus Zofingen/Reiden (SZR)
- Thurbo (THURBO)

## Cantons de Bâle-Ville et Bâle-Campagne
- RER Bâlois
- Autobus AG Liestal (AAGL)
- Basler Verkehrs-Betriebe (BVB)
- Baselland Transport (BLT)
- Busbetrieb Grenchen und Umgebung (BGU)
- CarPostal (PAG)
- Deutsche Bahn (DB)
- FlixBus
- Flixtrain
- SBB CFF FFS (CFF)
- SBB GmbH (SBB)
- SBG Südbahnbus GmbH (SBG)
- Société nationale des chemins de fer français (SNCF)
  - TER Grand Est
- Südostbahn (SOB)
  - Treno Gottardo (partenariat avec CFF)
- SWEG (SWEG)
- TGV Lyria
- Waldenburgerbahn (WB)

## Canton de Berne
- RER Argovien
- RER Bernois
- RER Fribourgeois
- RER Lucernois
- Aare Seeland mobil (ASM)
- Autoverkehr Frutigen–Adelboden (AFA)
- Baselland Transport (BLT)
- Bergbahnen Adelboden (BA)
- Bergbahnen Destination Gstaad AG (BDGAG)
- Bergbahnen Engstligenalp AG (BEAG)
- Bergbahnen Grindelwald–First (BGF)
- Bergbahnen Meiringen–Hasliberg (BMH)
- Bernmobil (SVB)
- BLS (BLS)
- Brienz Rothorn Bahn (BRB)
- Bürgerbus Hellsau–Koppingen (BüBu)
- Bürgerbus Walperswil–Epsach–Täuffelen–Aarberg (WETA)
- Busbetrieb Grenchen und Umgebung (BGU)
- Busland AG (BLAG)
- CarPostal (PAG)
- Chemin de fer de la Jungfrau (JB)
- Chemin de fer de la Schynige Platte (SPB)
- Chemin de fer de montagne Lauterbrunnen-Mürren (BLM)
- Chemin de fer de l'Oberland bernois (BOB)
- Chemin de fer de Wengernalp (WAB)
- Chemins de fer du Jura (CJ)
- Chemin de fer Montreux Oberland bernois (MOB)
- Deutsche Bahn (DB)
- Drahtseilbahn Interlaken–Heimwehfluh (DIH)
- Drahtseilbahn Marzili-Stadt Bern AG (DMB)
- FlixBus
- Funiculaire du Gurten (GB)
- Funiculaire Saint-Imier - Mont-Soleil (SMtS)
- Grindelwald Bus AG (GWB)
- Gondelbahn Grindelwald–Grund– Männlichen (GGM)
- Gondelbahn Kandersteg–Oeschinensee (GKO)
- Gruppo di Maio
- Harderbahn (HB)
- Luftseilbahn Erlenbach–Stockhorn (LESt)
- Luftseilbahn Grindelwald–Pfingstegg (LGP)
- Luftseilbahn Kandersteg-Stock (Gemmi) AG (LKS)
- Luftseilbahn Stechelberg–Mürren–Schilthorn (LSMS)
- Luftseilbahn Wengen–Männlichen (LWM)
- Meiringen-Innertkirchen Bahn (MIB)
- Mobiju
- Niederhornbahn (NHB)
- Niesenbahn AG (NB)
- RegioJet Bus (RJ)
- Regionalverkehr Bern-Solothurn (RBS)
- SBB CFF FFS (CFF)
- Sensetalbahn (STB)
- Société de Navigation Lac de Bienne (BSG)
- Société de navigation sur les lacs de Neuchâtel et Morat (LNM)
- Südostbahn (SOB)
- Transports publics biennois (TPB)
- Transports publics fribourgeois (TPF)
- Verkehrsbetriebe STI (STI)
- Zentralbahn (ZB)

## Canton de Fribourg
- RER Bernois
- RER Fribourgeois
- RER Vaudois
- BLS (BLS)
- CarPostal (PAG)
- Chemin de fer Montreux Oberland bernois (MOB)
- FlixBus
- SBB CFF FFS (CFF)
- Sensetalbahn (STB)
- Société de Navigation Lac de Bienne (BSG)
- Société de navigation sur les lacs de Neuchâtel et Morat (LNM)
- Transports publics fribourgeois (TPF)

## Canton de Genève
- RER Léman Express
- BlaBlaCar Bus
- Compagnie générale de navigation sur le lac Léman (CGN)
- FlixBus
- Gruppo di Maio
- Mouettes genevoises
- RegioJet Bus (RJ)
- Réseau interurbain de Haute-Savoie
- SBB CFF FFS (CFF)
- Société nationale des chemins de fer français (SNCF)
  - TER Auvergne-Rhône-Alpes (TER)
- SwissTours Transport SA
- Transports en commun de Thonon-les-Bains (Star't)
- TGV Lyria
- tpg France (tpg)
- TransN Navette Aéroportuaire (TransN)
- Transports publics genevois (tpg)
- Union Ivkoni - Unibus

## Canton de Glaris
- Autobetrieb Sernftal (AS)
- Braunwald-Standseilbahn AG (BRSB)
- CarPostal (PAG)
- SBB CFF FFS (CFF)
- Schiffsbetrieb Walensee AG

## Canton des Grisons
- RER de Coire
- RER St-Gallois
- Automobildienst SAD AG (SAD)
- Bergbahnen Chur–Dreibündenstein (BCD)
- CarPostal (PAG)
- Chemins de fer rhétiques (RhB)
  - Bernina Express (BEX)
  - Glacier Express (GEX)
- Engadin Bus (BuS)
- FlixBus
- Lenzerheide Bergbahnen (LHB)
- Luftseilbahn Rhäzüns–Feldis AG (LRF)
- Luftseilbahn Surlej–Silvaplana–Corvatsch (LSC)
- Matterhorn-Gotthard Bahn (MGB)
- Ortsbus St. Moritz (OBSM)
- Pendicularas Scuol (PSFS)
- Pradaschier AG (PAGT)
- Prodkammbahnen Flumserberg AG (PBF)
- SBB CFF FFS (CFF)
- Stadtbus Chur (BuS)
- Südostbahn (SOB)
- Verkehrsbetrieb Davos (VBD)

## Canton du Jura
- RER Bâlois
- CarPostal (PAG)
- Chemins de fer du Jura (CJ)
- Mobiju
- Transports urbains delémontains (TUD)
- SBB CFF FFS (CFF)

## Canton de Lucerne
- RER Lucernois
- RER Zugois
- Aare Seeland mobil (ASM)
- Auto AG Rothenburg (AAGR)
- Automobilgesellschaft Rottal (ARAG)
- Bergbahnen Sörenberg AG (BSAG)
- BLS (BLS)
- CarPostal (PAG)
- FlixBus
- Gruppo di Maio
- Rigi Bahnen (RB)
- SBB-Bus Zofingen/Reiden (SZR)
- SBB CFF FFS (CFF)
- Schifffahrtsgesellschaft des Hallwilersees (SGH)
- Schifffahrtsgesellschaft des Vierwaldstättersees (SGV)
- Sportbahnen Marbachegg AG (LMM)
- Südostbahn (SOB)
  - Treno Gottardo (partenariat avec CFF)
  - Voralpen-Express (partenariat avec CFF)
- Sursee-Triengen-Bahn (ST)
- Tellbus Altdorf–Luzern
- Verkehrsbetriebe Luzern (VBL)
- Zentralbahn (ZB)

## Canton de Neuchâtel
- RER Bernois
- BLS (BLS)
- CarPostal (PAG)
- Chemins de fer du Jura (CJ)
- SBB CFF FFS (CFF)
- Société de Navigation Lac de Bienne (BSG)
- Société de navigation sur les lacs de Neuchâtel et Morat (LNM)
- Société nationale des chemins de fer français (SNCF)
  - TER Bourgogne-Franche-Comté
- Transports publics fribourgeois (TPF)
- TransN Navette Aéroportuaire (TransN)
- Transports publics neuchâtelois (TransN)

## Cantons de Nidwald et d'Obwald
- RER Lucernois
- Bergbahnen Beckenried-Emmetten (BBE)
- Bergbahnen Engelberg–Trübsee–Titlis AG (BET)
- Bürgenstock Bahn AG (BB)
- CarPostal (PAG)
- Luftseilbahn Dallenwil–Niederrickenbach (LDN)
- Luftseilbahn Dallenwil–Wirzweli (LDW)
- Luftseilbahn Engelberg–Brunni (EB)
- Lungern–Turren-Bahn AG (LTBAG)
- Pilatusbahn (PB)
- Schifffahrtsgesellschaft des Vierwaldstättersees (SGV)
- Sportbahnen Melchsee-Frutt (SMF)
- Stanserhornbahn (SthB)
- Zentralbahn (ZB)

## Canton de Saint-Gall
- RER Saint-Gallois
- RER Zurichois
- Appenzeller Bahnen (AB)
- Autobetrieb Weesen-Amden (AWA)
- Autokurse Oberthurgau
- Bergbahnen Wildhaus (BBWAG)
- Bodensee-Schiffsbetriebe (BSB)
- Busbetrieb Lichtensteig–Wattwil–Ebnat-Kappel (BLWE)
- BUS Ostschweiz (BOS)
- CarPostal (PAG)
- České dráhy (CD)(EN)
- Chemins de fer fédéraux autrichiens (ÖBB)
- FlixBus
- Frauenfeld-Wil-Bahn (FW)
- Hrvatske željeznice (HZ)(EN)
- Ivo Matt AG
- Luftseilbahn Unterterzen–Flumserberg AG (LUFAG)
- Magyar Államvasutak (MÀV)(EN)
- Maschgenkammbahnen Flumserberg (MBF)
- Mühleggbahn AG (MSG)
- Pizolbahnen AG (PIZAG)
- PostAuto Liechtenstein
- Regiobus Gossau SG (REGO)
- RegioJet Bus (RJ)
- SBB CFF FFS (CFF)
- SBS Schifffahrt AG Rorschach (SBS)
- Schiffsbetrieb Walensee AG
- Schneider Busbetriebe (BRER)
- Südostbahn (SOB)
  - Voralpen-Express (partenariat avec CFF)
- Toggenburg Bergbahnen AG (TBBU)
- Thurbo (THURBO)
- Verkehrsbetriebe Herisau
- Verkehrsbetriebe St. Gallen (VBSG)
- Verkehrsbetriebe Zürichsee und Oberland (VZO)
- Zürichsee-Schiffahrtsgesellschaft (ZSG)

## Canton de Schaffhouse
- RER Schaffousois
- RER St-Gallois
- RER Zurichois
- Bodensee-Schiffsbetriebe (BSB)
- CarPostal (PAG)
- Deutsche Bahn (DB)
- FlixBus
- Regionale Verkehrsbetriebe Schaffhausen (RVSH)
- SBB CFF FFS (CFF)
- SBB GmbH (SBB)
- Schweizerische Schifffahrtsgesellschaft Untersee und Rhein (URh)
- Stadtbus Tuttlingen Klink GmbH (SBT)
- Südbadenbus GmbH SBG
- Thurbo (THURBO)
- Verkehrsbetriebe Schaffhausen (VBSH)

## Canton de Schwytz
- RER Lucernois
- RER Zugois
- RER Zurichois
- Auto AG Schwyz (AAGS)
- Autobusbetrieb Freienbach (ABF)
- Busbetriebe Bamert GmbH (BWS)
- CarPostal (PAG)
- Funiculaire Schwyz-Stoos (StSS)
- lms Stoosbahnen AG (StoB)
- Luftseilbahn Kräbel–Rigi Scheidegg AG (LKRS)
- Luftseilbahn Küssnacht am Rigi–Seebodenalp (LKüS)
- Luftseilbahn Obergschwend–Rigi–Burggeist (LORB)
- Rigi Bahnen (RB)
- SBB CFF FFS (CFF)
  - Gotthard Panorama Express (GPE)
- Seilbahn Rickenbach–Rotenflue (SRR)
- Seilbahn Ried Illgau (SRI)
- Schifffahrtsgesellschaft des Vierwaldstättersees (SGV)
- Schifffahrtsgesellschaft des Zugersees (SGZ)
- Südostbahn (SOB)
  - Treno Gottardo (partenariat avec CFF)
  - Voralpen-Express (partenariat avec CFF)
- Zürichsee-Schiffahrtsgesellschaft (ZSG)

## Canton de Soleure
- RER Argovien
- RER Bâlois
- RER Bernois
- RER Lucernois
- Aare Seeland mobil (ASM)
- Baselland Transport (BLT)
- Basler Verkehrs-Betriebe (BVB)
- BLS (BLS)
- Busbetrieb Grenchen und Umgebung (BGU)
- Busbetrieb Olten Gösgen Gäu (BOGG)
- Busbetrieb Solothurn und Umgebung (BSU)
- CarPostal (PAG)
- Gruppo di Maio
- Regionalverkehr Bern-Solothurn (RBS)
- SBB CFF FFS (CFF)
- Seilbahn Weissenstein AG (SWAG)
- Société de Navigation Lac de Bienne (BSG)
- Südostbahn (SOB)

## Canton du Tessin
- RER Tessinois
- Autolinea Mendrisio (AMSA)
- Autolinee Bleniesi (ABI)
- Autolinee Regionali Luganesi (ARL)
- Bus Personico-Bodio (BPB)
- Cardada Impianti Turistici (CIT)
- CarPostal (PAG)
- Chemin de fer Monte Generoso (MG)
- Ferrovie Luganesi SA (FLP)
- Ferrovie Autolinee Regionali Ticinesi (FART)
- FlixBus
- Gruppo di Maio
- Funivia Monte Lema SA (FML)
- Funicolare Cassarate–Monte Brè (FMB)
- Funiculaire Monte San Salvatore (MS)
- Impianti turistici Rivera–Monte Tamaro (ITRT)
- SBB CFF FFS (CFF)
  - Gotthard Panorama Express (GPE)
- Società di Navigazione Lago di Lugano (SNL)
- Società Subalpina di Imprese Ferroviarie (SSIF)
- Südostbahn (SOB)
  - Treno Gottardo (partenariat avec CFF)
- TiLo
- Trenitalia (TI)
- Trenord

## Canton de Thurgovie
- RER St-Gallois
- RER Zurichois
- Appenzeller Bahnen (AB)
- Autokurse Oberthurgau (AOT)
- Bodensee-Schiffsbetriebe (BSB)
- CarPostal (PAG)
- SBB CFF FFS (CFF)
- Frauenfeld-Wil-Bahn (FW)
- SBS Schifffahrt AG Romanshorn (SBS)
- Schweizerische Schifffahrtsgesellschaft Untersee und Rhein (URh)
- Stadtbus Frauenfeld
- Stadtbus Kreuzlingen
- Südostbahn (SOB)
- Thurbo (THURBO)
- Verkehrsbetriebe Kreuzlingen (VSK)

## Canton d'Uri
- RER Zugois
- Auto AG Uri
- CarPostal (PAG)
- Chemins de fer rhétiques (RhB)
  - Glacier Express (GEX)
- Luftseilbahn Schattdorf–Haldi (LSH)
- Matterhorn-Gotthard Bahn (MGB)
- SBB CFF FFS (CFF)
  - Gotthard Panorama Express (GPE)
- Schifffahrtsgesellschaft des Vierwaldstättersees (SGV)
- Südostbahn (SOB)
  - Treno Gottardo (partenariat avec CFF)
- Tellbus Altdorf–Luzern
- Treib-Seelisberg-Bahn (TSB)

## Canton du Valais
- RER Valaisan
- RER Vaudois
- Aletsch Bahnen (ABAG)
- Auto Leuk-Leukerbad (LLB)
- Auto Sion–Dixence–Thyon 2000 (TSD)
- Ballestraz (ASGS)
- Bergbahnen Hohsaas AG (BHAG)
- BLS (BLS)
- Bus Sédunois (BCS)
- Bus Sierrois (BS)
- Bus urbain de Martigny (BUM)
- CarPostal (PAG)
- Chemin de fer du Gornergrat (GGB)
- Chemin de fer Martigny–Châtelard
- Chemins de fer Martigny–Orsières
- Chemins de fer rhétiques (RhB)
  - Glacier Express (GEX)
- Compagnie de Chemin de fer et d'autobus Sierre-Montana-Crans (SMC)
- Compagnie générale de navigation sur le lac Léman (CGN)
- Dampfbahn Furka-Bergstrecke AG
- Elektrobus Zermatt (EBZ)
- FlixBus
- Funiculaire SMC (SMC)
- Lauchernalp Bergbahnen AG (LBB)
- Luftseilbahn Blatten–Belalp (LBB)
- Luftseilbahn Fürgangen–Bellwald (LFüB)
- Luftseilbahn Gampel–Jeizinen (LGJ)
- Luftseilbahn Kalpetran–Embd (LKE)
- Luftseilbahn Leukerbad–Gemmipass (LLG)
- Luftseilbahn Stalden–Gspon (LSG)
- Luftseilbahn Raron–Eischoll (LRE)
- Luftseilbahnen Raron–Unterbäch (LRU)
- Lufseilbahn Stalden–Gspon (LSG)
- Luftseilbahn Turtmann–Unterems–Oberems (LTUO)
- Matterhorn-Gotthard Bahn (MGB)
- RegionAlps (RA)
- Remontées Mécaniques du Wildhorn (RMA)
- Rosswald Bahnen (LRR)
- Saastal Bergbahnen AG (LSF)
- SBB CFF FFS (CFF)
- Société nationale des chemins de fer français (SNCF)
  - Mont-Blanc Express
- Téléphérique Dorénaz–Champex-d’Alesse (TDCA)
- Téléphérique Chalais- Vercorin SA (CBV)
- Téléphérique Riddes Isérables (TRI)
- Téléverbier SA (TV)
- Torrent-Bahnen Leukerbad–Albinen (LLAT)
- Transports de Martigny et Régions (TMR)
- Train nostalgique du Trient
  - Mont-Blanc Express
- Transports publics du Chablais (TPC)
- Verticalp Emosson
- Zermatt Bergbahnen (ZBAG)

## Canton de Vaud
- RER Fribourgeois
- RER Léman Express
- RER Vaudois
- Alsa Bustour Gex (ABG) - Plus en activité depuis 2023
- BLS (BLS)
- CarPostal (PAG)
- Chemin de fer Lausanne-Échallens-Bercher (LEB)
- Chemin de fer Montreux Oberland bernois (MOB)
- Chemin de fer-musée Blonay-Chamby
- Chemin de fer Nyon-Saint-Cergue-Morez (NStCM)
- Chemin de fer touristique Pontarlier-Vallorbe (CFTPV)
- Compagnie générale de navigation sur le lac Léman (CGN)
- FlixBus
- Gruppo du Maio
- RegioJet Bus (RJ)
- SBB CFF FFS (CFF)
- Société anonyme des auto-transports de la Vallée de Joux (AVJ)
- Société de navigation sur les lacs de Neuchâtel et Morat (LNM)
- Société nationale des chemins de fer français (SNCF)
  - TER Bourgogne-Franche-Comté (TER)
- TGV Lyria
- Transports de la région Morges-Bière-Cossonay (MBC)
- Transports Montreux-Vevey-Riviera (MVR)
- Transports publics de la région lausannoise (TL)
- Transports publics de la région nyonnaise (TPN)
- Transports publics du Chablais (TPC)
- Transports publics fribourgeois (TPF)
- Transports Vallée de Joux, Yverdon-les-Bains, Sainte Croix (TRAVYS)
- Trenitalia (TI) (EC)
- Vevey-Montreux-Chillon-Villeneuve (VMCV)

## Canton de Zoug
- RER Lucernois
- RER Zugois
- RER Zurichois
- CarPostal (PAG)
- FlixBus
- SBB CFF FFS (CFF)
- Schiffsbetrieb Aegerisee (AeS)
- Schifffahrtsgesellschaft des Zugersees (SGZ)
- Südostbahn (SOB)
- Zugerland Verkehrsbetriebe (ZVB)
- Zugerberg-Bahn (ZBB)

## Canton de Zurich
- RER Zurichois
- Aargau Verkehr (AVA)
- Alsa
- BlaBlaCar Bus
- Busbetriebe Bamert GmbH (BWS)
- České dráhy (CD)(EN)
- Chemins de fer fédéraux autrichiens (ÖBB)
- CarPostal (PAG)
- Deutsche Bahn (DB)
- Dolderbahn (DBZ)
- FlixBus
- Forchbahn AG (FB)
- Gruppo di Maio
- Hrvatske željeznice (HZ)(EN)
- Luftseilbahn Adliswil–Felsenegg (LAF)
- Magyar Államvasutak (MÀV)(EN)
- OneBus
- Polybahn (PBZ)
- RegioJet Bus (RJ)
- SBB CFF FFS (CFF)
- Schifffahrts-Genossenschaft Greifensee (SGG)
- Schneider Busbetriebe (BRER)
- Sihltal Zürich Uetliberg Bahn AG (SZU)
- Stadtbus Winterthur (SBW)
- Südostbahn (SOB)
  - Treno Gottardo (partenariat avec CFF)
- Thurbo (THURBO)
- TGV Lyria
- Verkehrsbetriebe Glattal (VBG)
- Verkehrsbetriebe Zürich (VBZ)
- Verkehrsbetriebe Zürichsee und Oberland (VZO)
- Zürichsee-Fähre Horgen-Meilen (FHM)
- Zürichsee-Schiffahrtsgesellschaft (ZSG)

## Liechtenstein
- Chemins de fer fédéraux autrichiens (ÖBB)
- Ivo Matt AG
- Landbus Oberes Rheintal
- Markus Jehle Anstalt
- N.C.
- Philipp Schädler Anstalt
- PostAuto Liechtenstein

## International
Compagnies suisses de transports publics qui circulent sur des lignes étrangères 
 Allemagne
- Basler Verkehrs-Betriebe (BVB) 
  - Tramway de Bâle
- SBB CFF FFS (CFF)
  - EC
  - Nightjet (en partenariat avec les ÖBB) de Zürich HB à Amsterdam Centraal
  - IC
  - RE
  - RER Bâle
  - RER Zurich
- SBS Schifffahrt AG Romanshorn
  - Bateaux sur le Lac de Constance
- SBS Schifffahrt AG Rorschach
  - Bateaux sur le Lac de Constance
- Schweizerische Schifffahrtsgesellschaft Untersee und Rhein (URh)
  - Bateaux sur le Rhin
- Thurbo (THURBO)
  - Ligne Weinfelden - Lindau
  - Ligne Bülach -Waldshut
  - Ligne Herisau - Constance
  - Ligne Weinfelden - Costance

 Autriche
- Automobildienst SAD AG (SAD)
  - Ligne Malles-Nauders-Martina
- BUS Ostschweiz (BOS)
  - Plusieurs lignes de bus entre le Canton de Saint-Gall et le Vorarlberg
- Ivo Matt AG
  - Ligne de nuit Feldkirch-Balzers
  - Ligne de nuit Trübbach-Feldkirch
- PostAuto Liechtenstein
  - Ligne Sargans-Feldkirch
  - Ligne Balzers-Feldkirch
  - Ligne Vaduz-Feldkirch
  - Ligne Triesen-Gisingen
- SBB CFF FFS (CFF)
  - EC
- Thurbo (THURBO)
  - Ligne St-Margrethen-Brégence-Lindau

 France
- Basler Verkehrs-Betriebe (BVB)
  - Tramway de Bâle
  - Bus jusqu’à l’EuroAirport
- Baselland Transport (BLT)
  - Tramway jusqu’à St-Louis
- CGN (CGN)
  - Bateaux sur le Lac Léman
- SBB CFF FFS (CFF)
  - RE
  - Léman Express (en partenariat avec la SNCF via Lémanis)
  - RER Bâle
- SwissTours Transports SA
  - Ligne de bus entre Genève et Chamonix
- TGV Lyria
- Transports publics de la région nyonnaise (TPN)
  - Ligne de bus Coppet-Divonne-les-Bains
  - Ligne de bus Nyon-Gex
- Transports publics genevois
  - Tramway de Genève
  - bus
- TransN
  - Bus Couvet-Pontarlier

 Italie
- Automobildienst SAD AG (SAD)
  - Ligne Malles-Nauders-Martina
- BLS (BLS)
  - RE (Iselle-Domodossola)
- CarPostal
  - PalmExpress (sur la ligne de Coire à Lugano)
  - Ligne Brigue-Iselle-Domodossola
- Chemins de fer rhétiques (RhB)
  - BEX
  - R (jusqu’à Tirano)
  - Bernina Bus (Tirano à Lugano)
- FART (FART)
  - Centovalli Express
- SBB CFF FFS (CFF)
  - EC
- Società Navigazione del Lago di Lugano
  - Bateaux sur le Lac de Lugano
- TiLo
  - RER Tessin
  - RE
- Transports de Martigny et Régions (TMR)
  - Bus Martigny-Aoste

 Pays-Bas
- SBB CFF FFS (CFF)
  - Nightjet (en partenariat avec les ÖBB) de Zürich HB à Amsterdam Centraal

## Compagnies étrangères
Liste des compagnies étrangères qui circulent sur des lignes suisses et liechtensteinoises.
- Alsa
  - Ligne de bus internationales au départ de Zurich
- Alsa Bustour Gex (ABG) - Lignes reprisent par les TPN en 2023
  - Ligne de bus Nyon-Gex
  - Ligne de bus Coppet-Gex
  - Ligne de bus Coppet-Maconnex
- BlaBlaCar Bus
- Bodensee-Schiffsbetriebe (BSB)
  - Bateaux sur le Lac de Constance
- České dráhy (CD)
  - Ligne Zurich HB-Prague (EN)
- Chemins de fer fédéraux autrichiens (ÖBB)
  - Ligne Zurich HB-Vienne (RJ, EN et NJ)
  - Ligne Zurich HB-Hambourg Hbf (NJ)
  - Ligne Zurich HB-Berlin Hbf (NJ)
  - Ligne Zurich HB-Amsterdam Centraal (NJ)
  - S-Bahn du Vorarlberg
- Chemin de fer touristique Pontarlier-Vallorbe (CFTPV)
- Deutsche Bahn (DB)
  - Ligne Francfort-Interlaken-Ouest (ICE)
  - Ligne Francfort-Zurich HB (ICE)
  - RER Bâle
- Distribus
- FlixBus
- Gruppo di Maio
  - Ligne de bus de Milan à Bellinzone, Berne, Chiasso, Genève, Lucerne, Lugano, Nyon, Olten, Payerne, Renens et Zürich
- Hrvatske željeznice (HZ)
  - Ligne Zurich HB-Zagreb (EN)
- Landbus Oberes Rheintal
  - Ligne de bus Klaus-Schaan
- Magyar Államvasutak (MÀV)
  - Ligne Zurich HB-Budapest-Keleti (EN)
- OneBus
- RegioJet Bus (RJ)
- Réseau interurbain de Haute-Savoie
  - Lignes du Grand Genève
- SBB GmbH (SBB)
  - RER Bâle
  - RER Schaffhouse
  - RER Constance
- SBG Südbahnbus GmbH (SBG)
- Società Subalpina di Imprese Ferroviarie (SSIF)
  - Ligne Domodossola-Locarno (PE)
- Société nationale des chemins de fer français (SNCF)
  - Léman Express
  - RER Bâle (TER)
  - Ligne Strasbourg-Bâle (TER)
  - Ligne Grenoble-Genève (TER)
  - Ligne Lyon Part-Dieu-Genève (TER)
  - Ligne Chambéry-Genève (TER)
  - Ligne Valence-Genève (TER)
  - Ligne Frasne-Vallorbe (Bus TER)
  - Ligne Vallorcine-Châtelard-Frontière (MB Exp.)
- Stadtbus Tuttlingen Klink GmbH (SBT)
  - Ligne de bus Tuttlingen-Schaffhouse
- SWEG 
  - Bus entre Bâle et l’Allemagne
- TGV Lyria
  - Ligne Genève-Paris (TGV)
  - Ligne Genève-Marseille (TGV)
  - Ligne Zurich HB-Paris (TGV)
  - Ligne Lausanne-Paris (TGV)
- Transports en commun de Thonon-les-Bains (Star't)
  - Lignes du Grand Genève
- TPG France
  - Lignes du Grand Genève
- Trenitalia (TI)
  - Ligne Genève-Milan Centrale (EC)
- Trenord
  - Ligne Milan Centrale-Chiasso (RE)
- Union Ivkoni - Unibus